# Holsnøy
Holsnøy är en ö i Alvers kommun i Vestland fylke i västra Norge. Öns area är 88,23 kvadratkilometer. 
Tidigare har ön tillhört dåvarande Melands kommun.